# Pseudotaxiphyllum maebarae
Pseudotaxiphyllum maebarae là một loài Rêu trong họ Plagiotheciaceae. Loài này được (Sakurai) Z. Iwats. miêu tả khoa học đầu tiên năm 1987.